# Biserica de lemn din Slăvuța

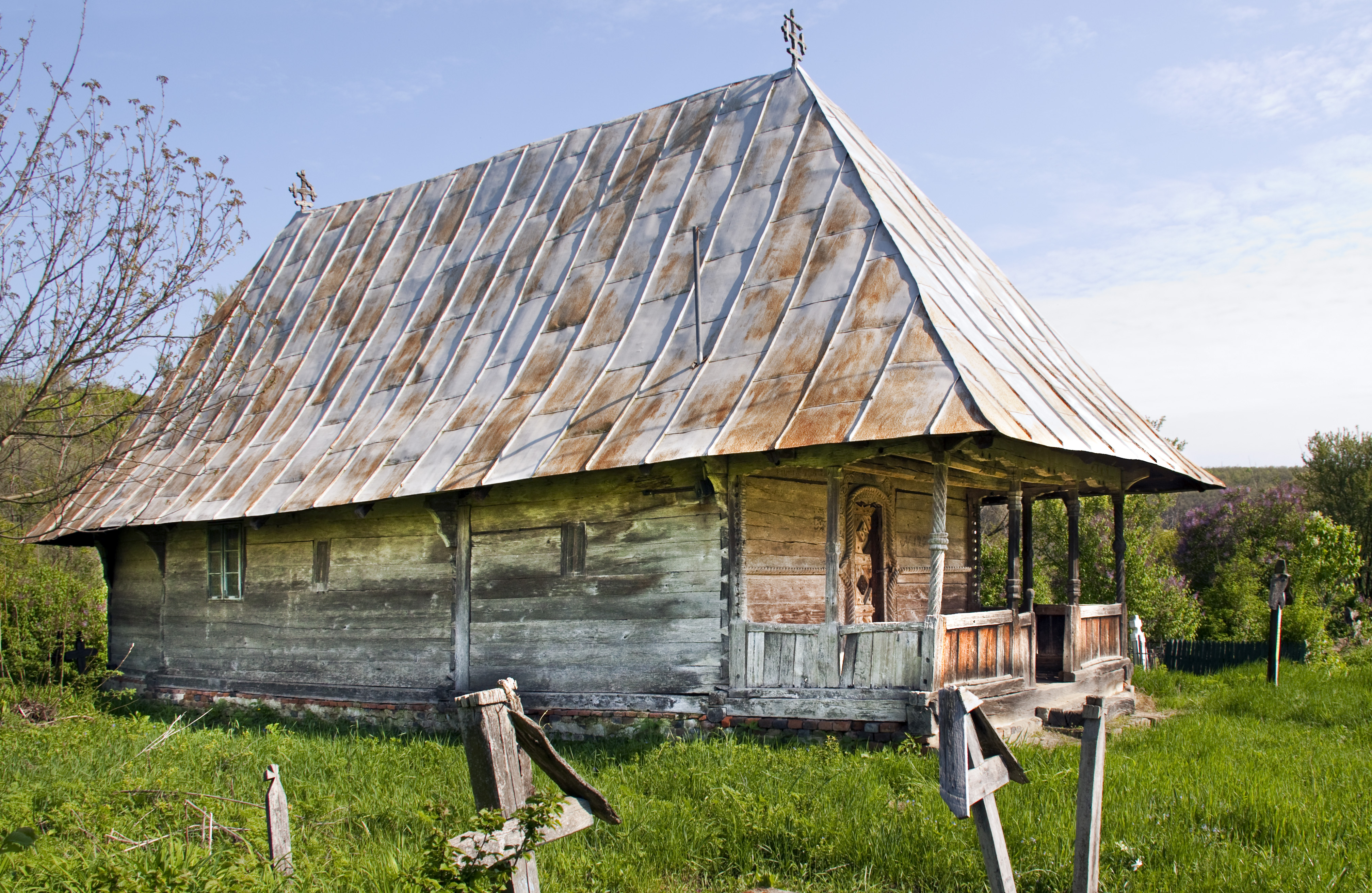
Biserica de lemn din Slăvuţa, Gorj. Foto: 2010

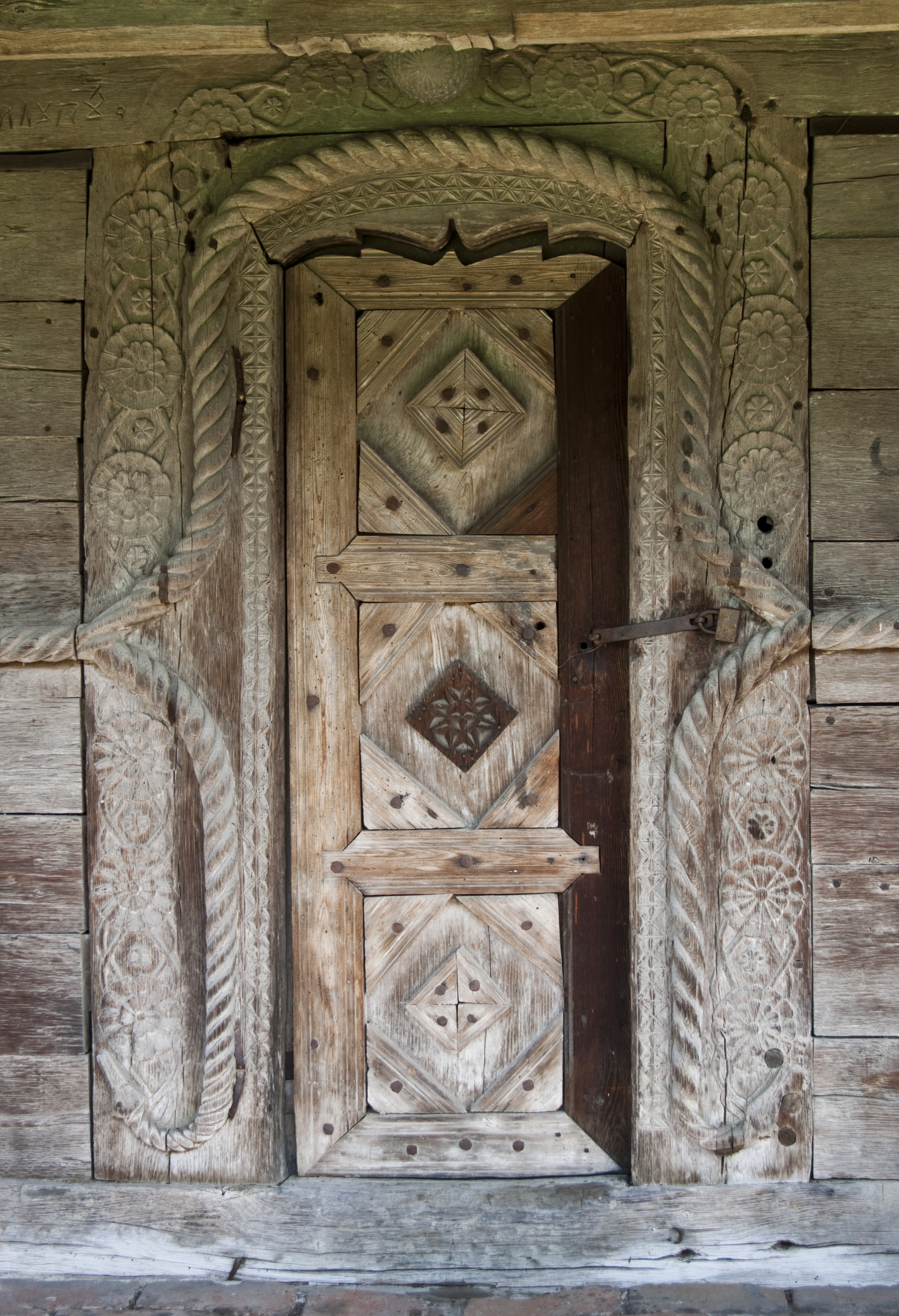
Slăvuţa, Gorj. Portalul cu șerpi și flori semnat de meșterii Petru, Drăghici și Lupul în anul 7192, era bizantină. Foto: 2010

Pridvorul bisericii de lemn din Slăvuţa cu vechiul acoperiş de şindrilă horjită. Foto: 1926.

Biserica de lemn din Slăvuța se află în localitatea Slăvuța, județul Gorj și are hramul „Intrarea în Biserică”. Prezintă valori documentare și artistice demne de remarcat, fiind una dintre cele mai vechi și mai frumoase biserici de lemn din Oltenia. Structura veche este nealterată și păstrează ferestre bifore originale, dintre puținele care se mai văd la vechile noastre biserici. Se distinge în mod cu totul deosebit decorul sculptat la intrare și în pridvor, concurând la faima sculpturii în lemn tradiționale din Gorj. Pisania cu semnăturile de meșteri și datarea din 1683-84 constituie un valoros izvor documentar. Biserica este înscrisă pe noua listă a monumentelor istorice, LMI 2004:  GJ-II-m-A-09377.

## Imagini

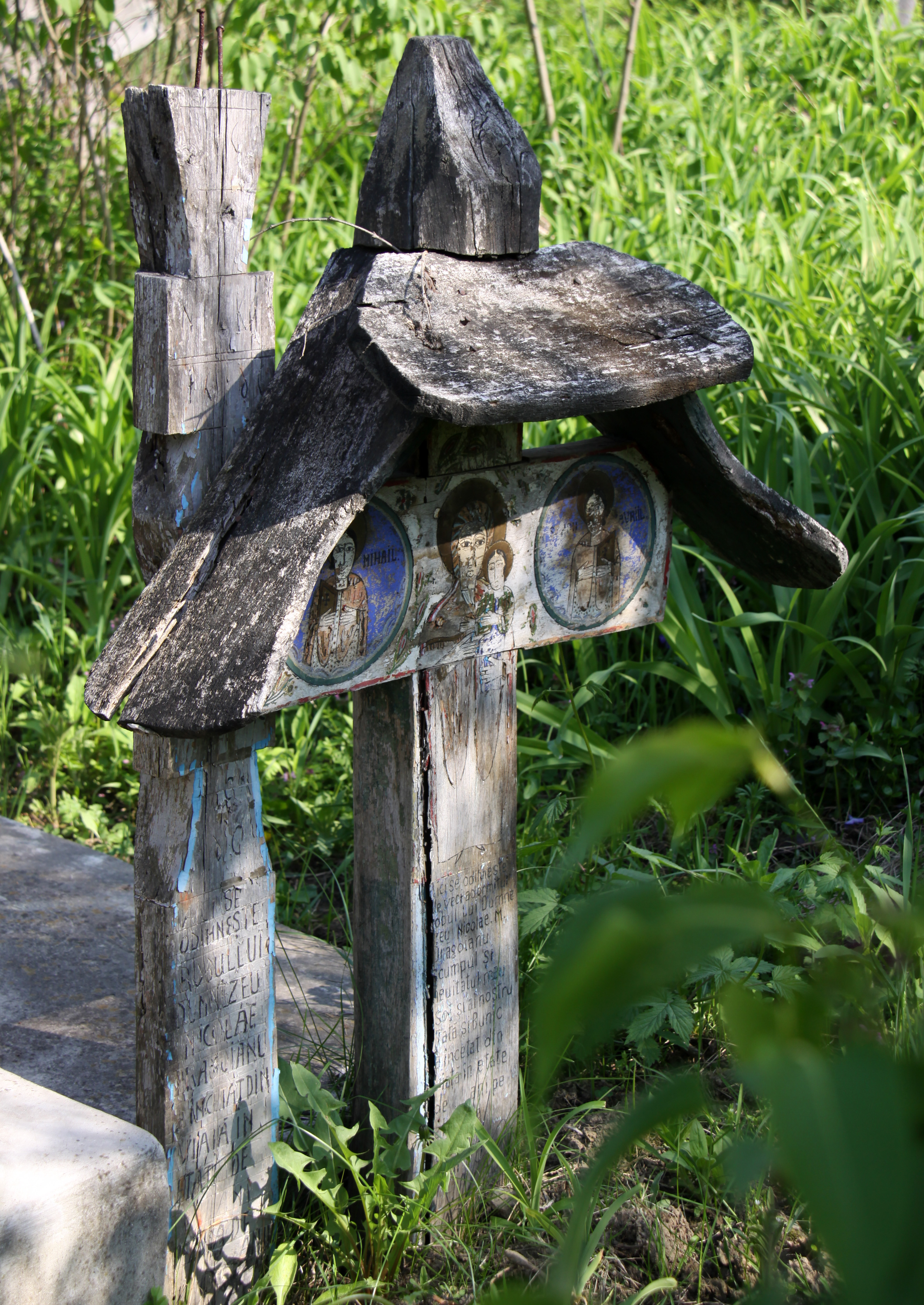
cruci
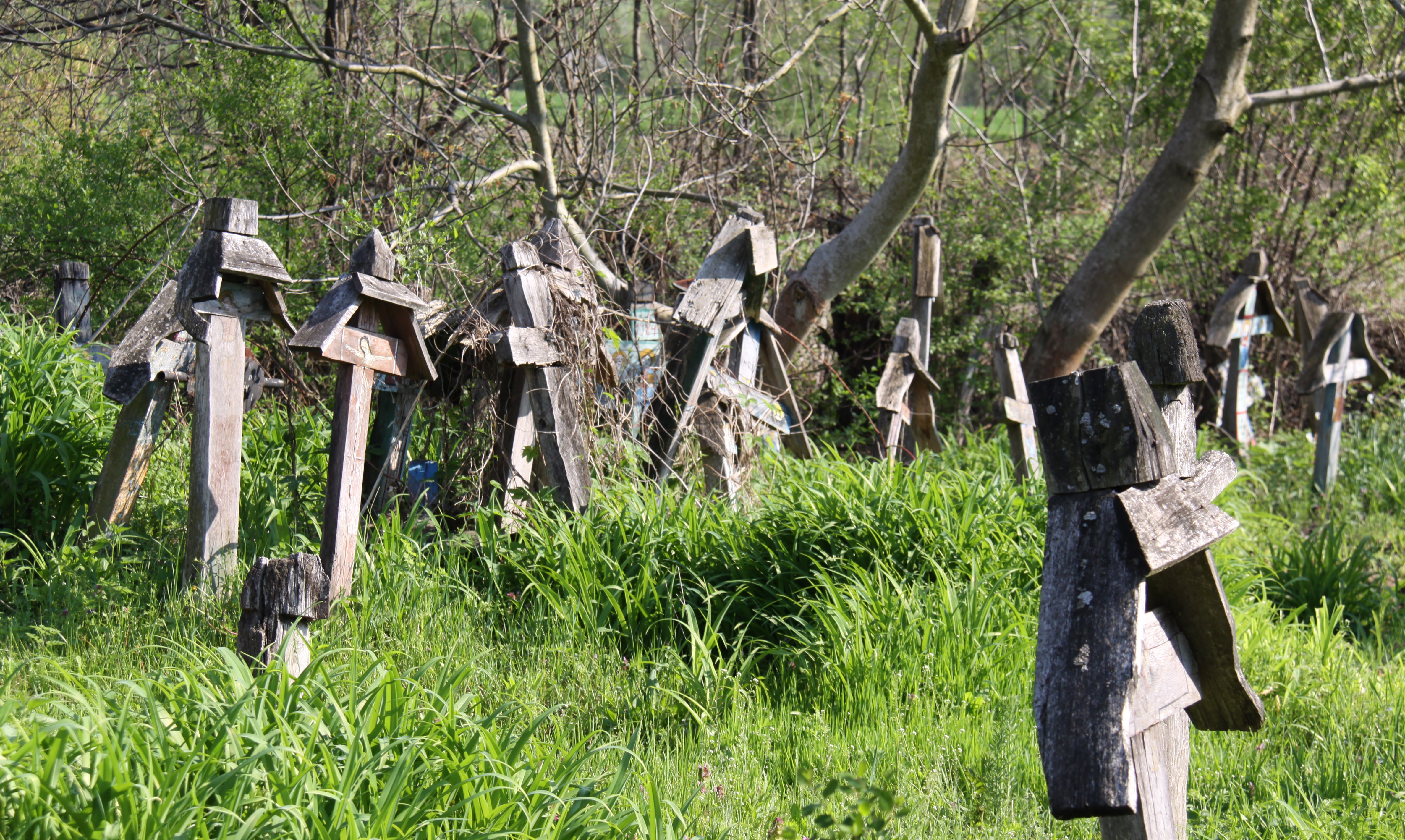
cruci
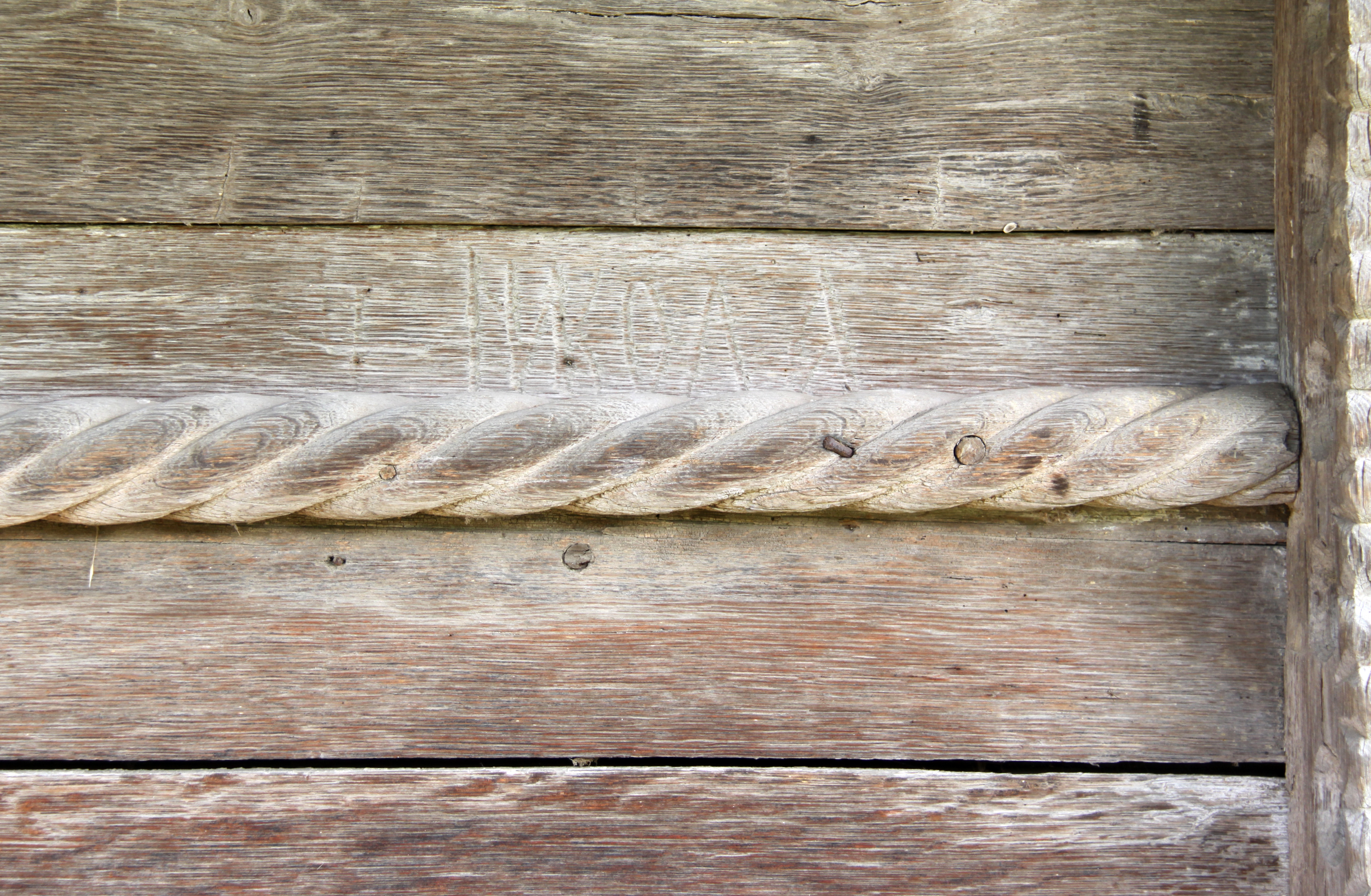
Nicola
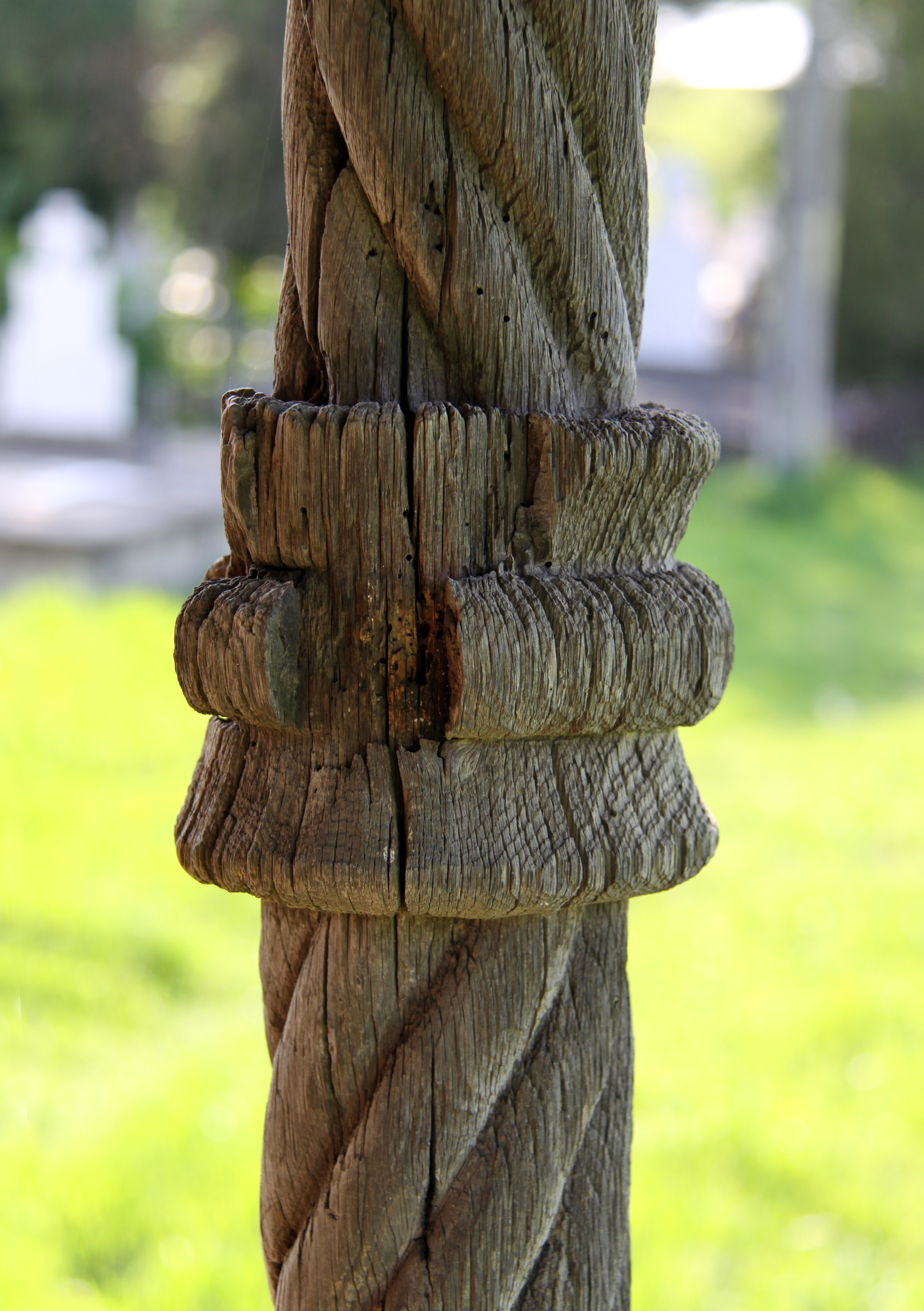
profil stâlp
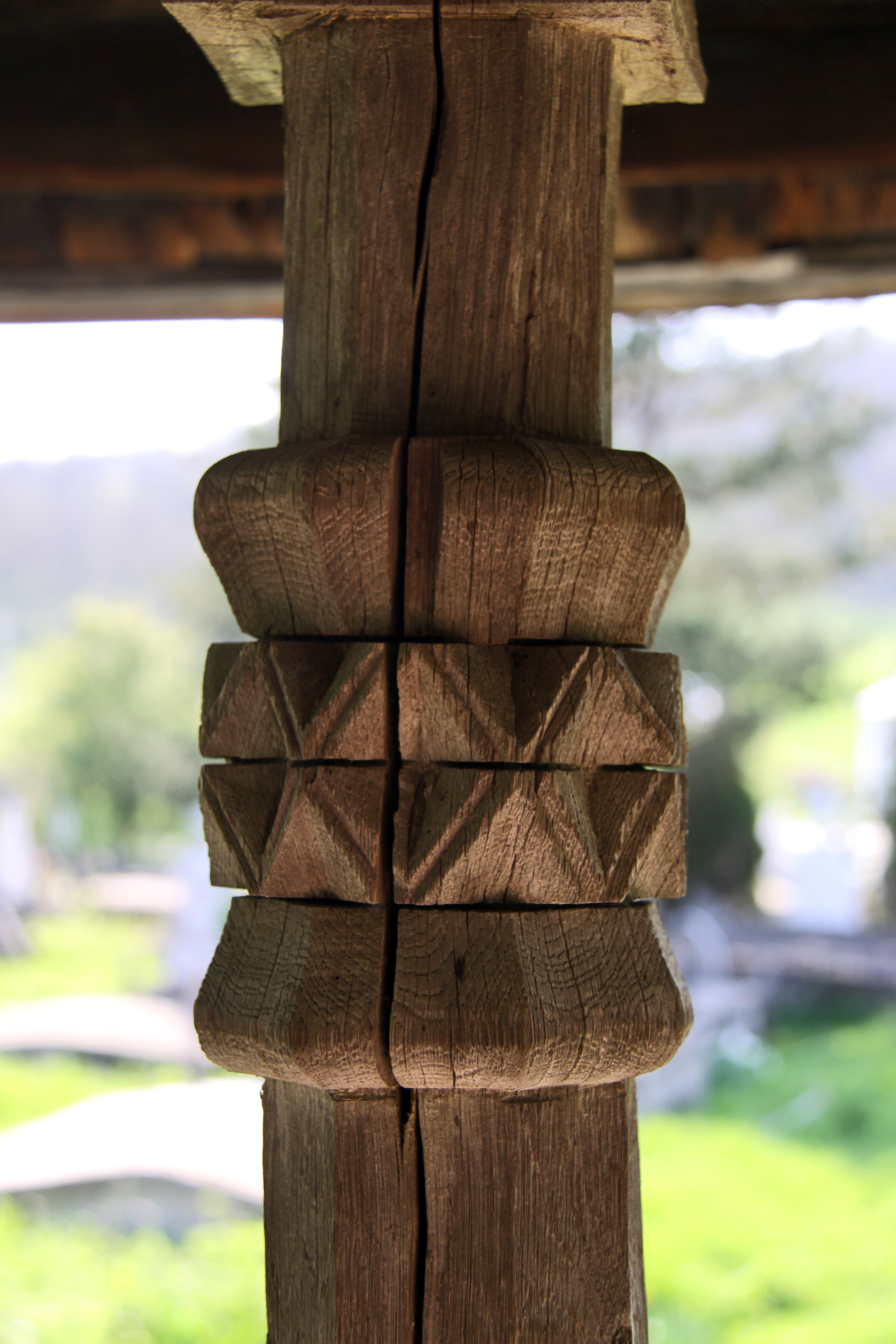
profil stâlp
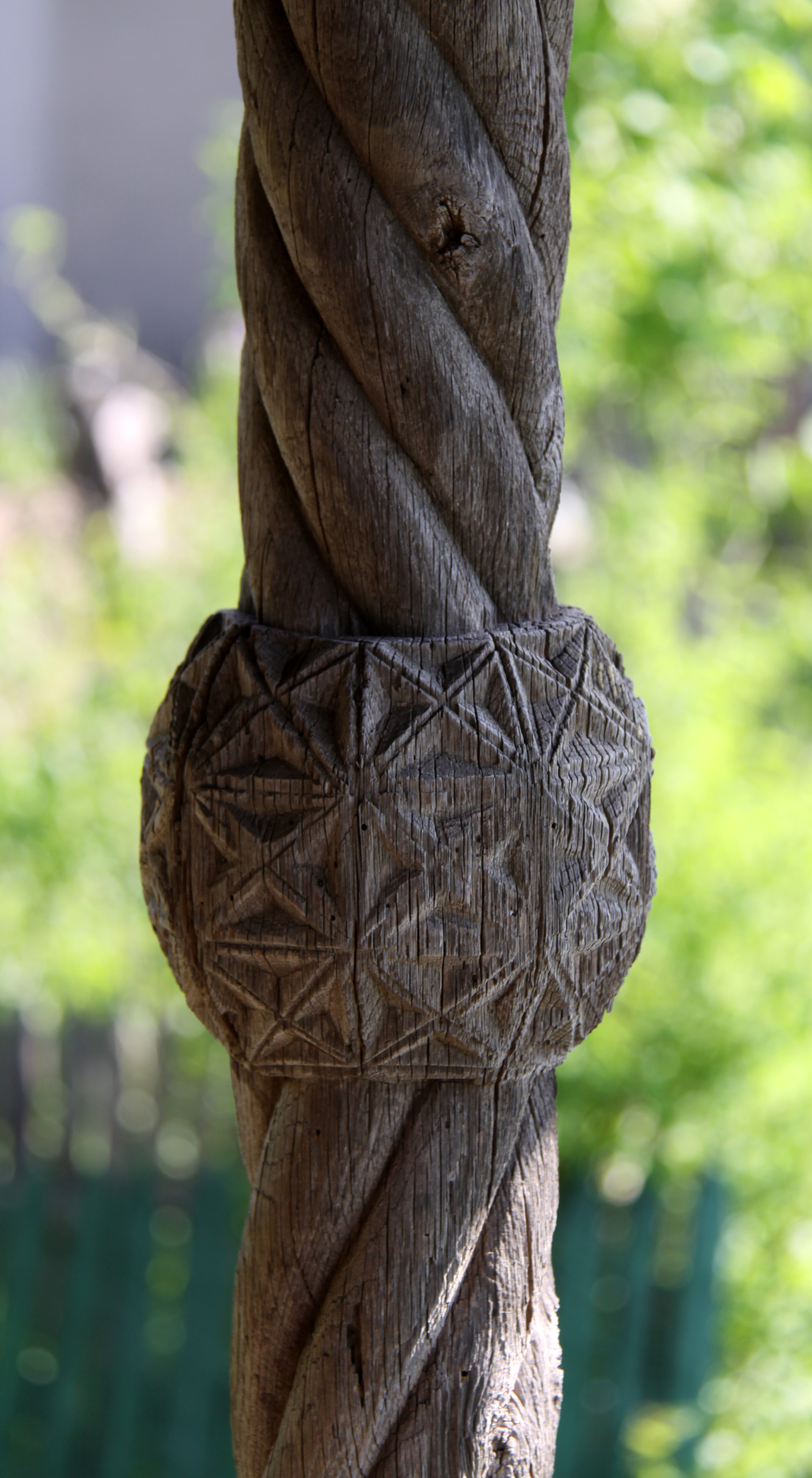
profil cu „măr”
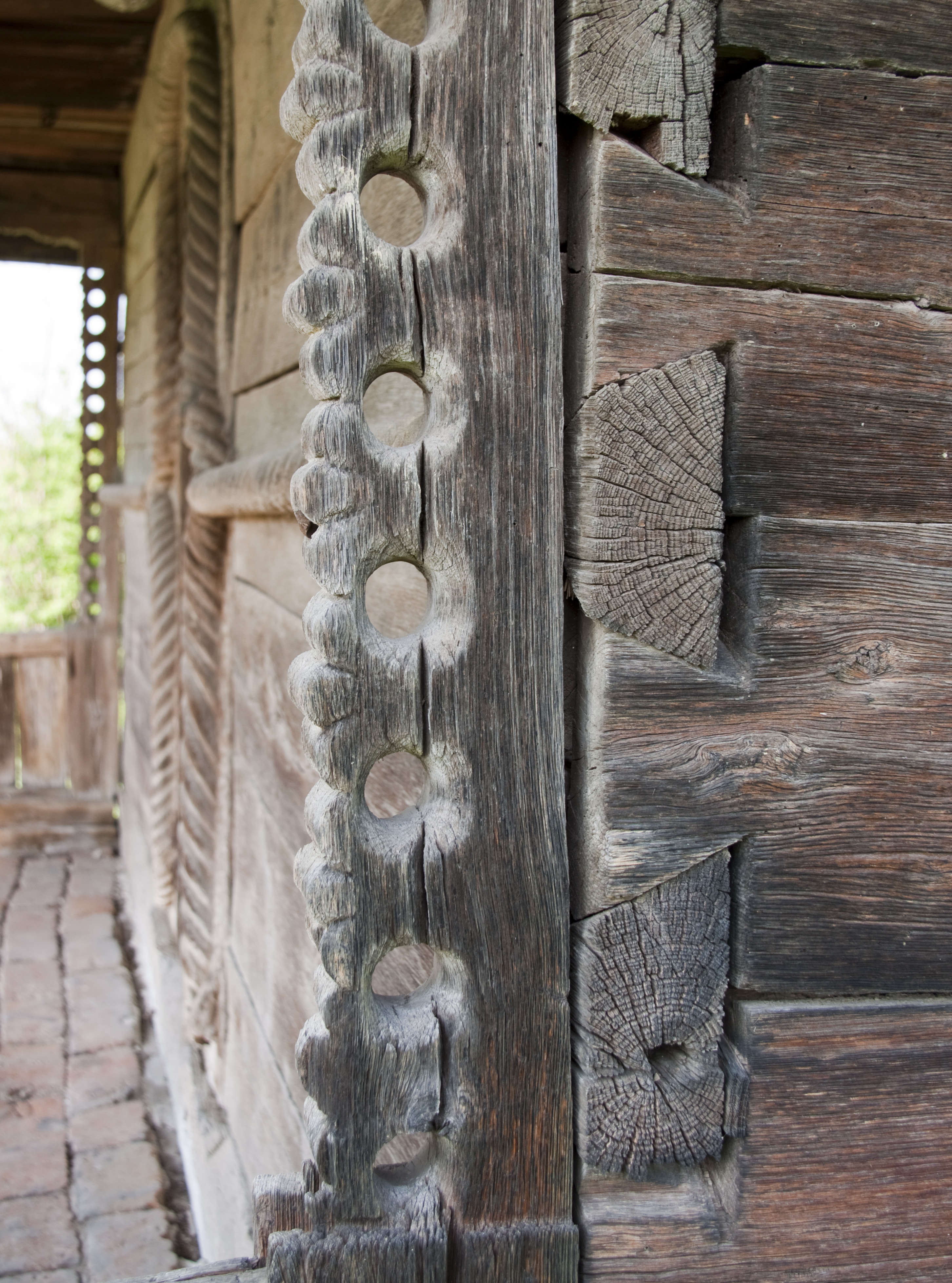
stenap
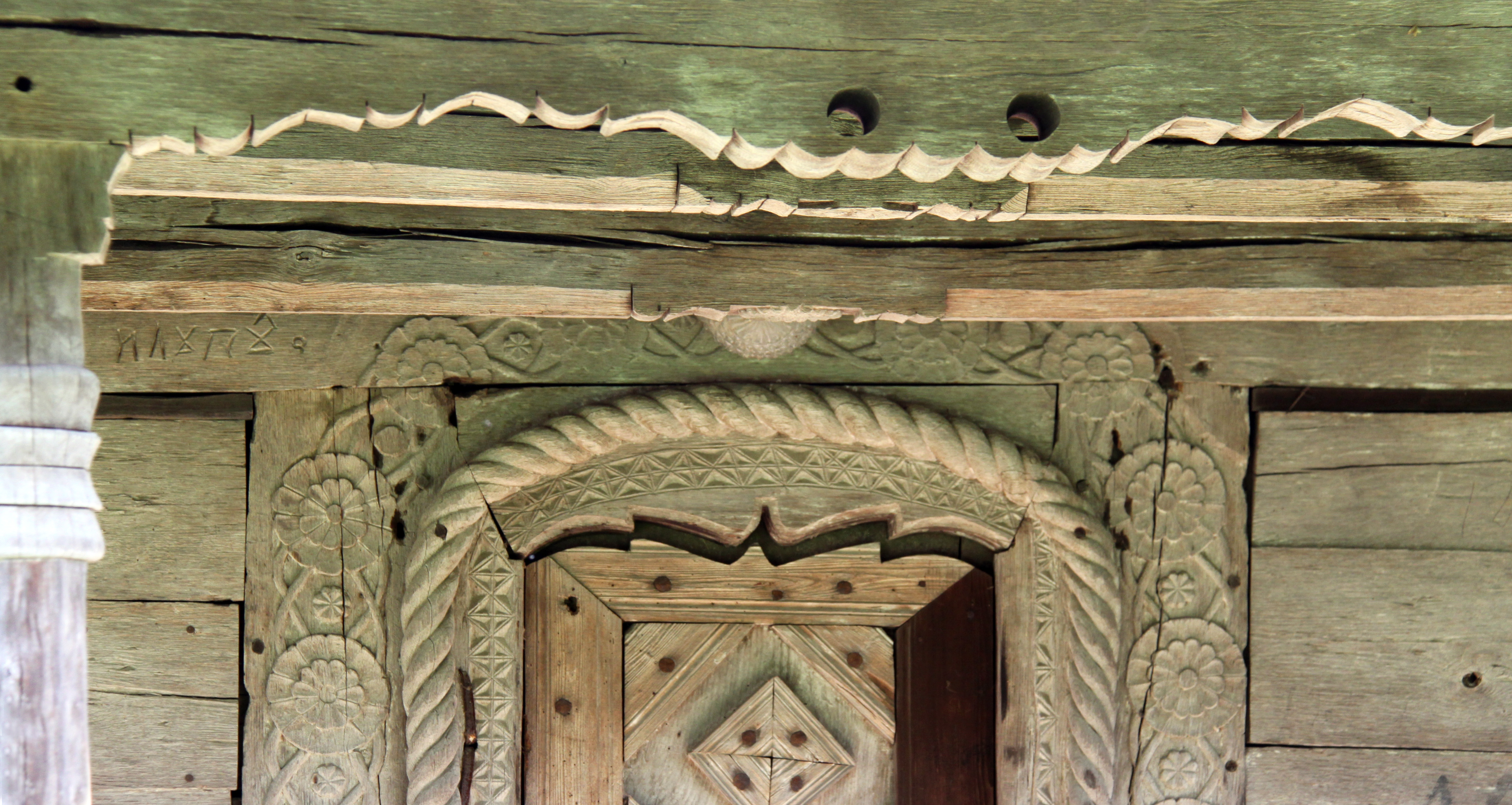
profile decorative la intrare
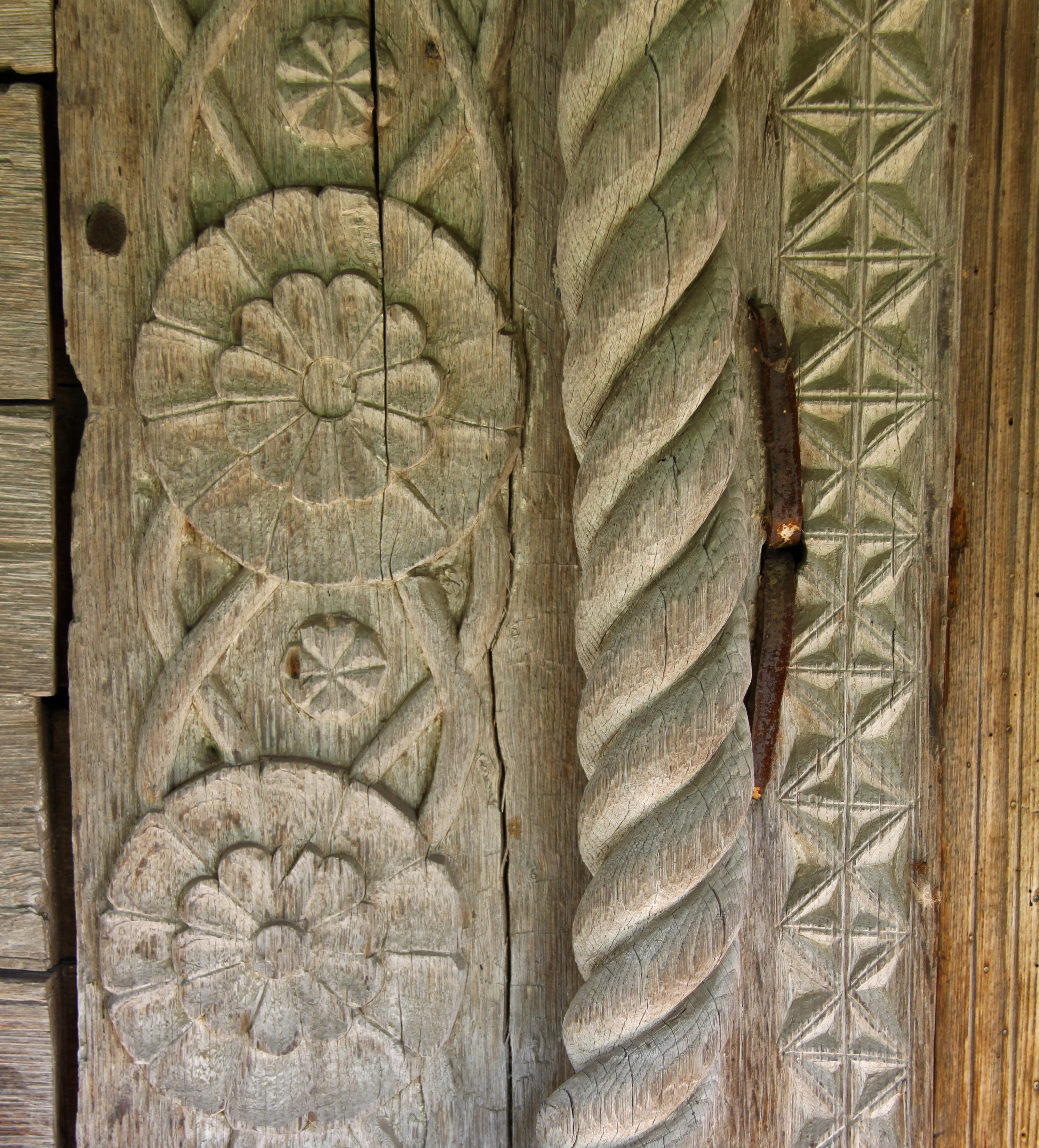
detaliu portal
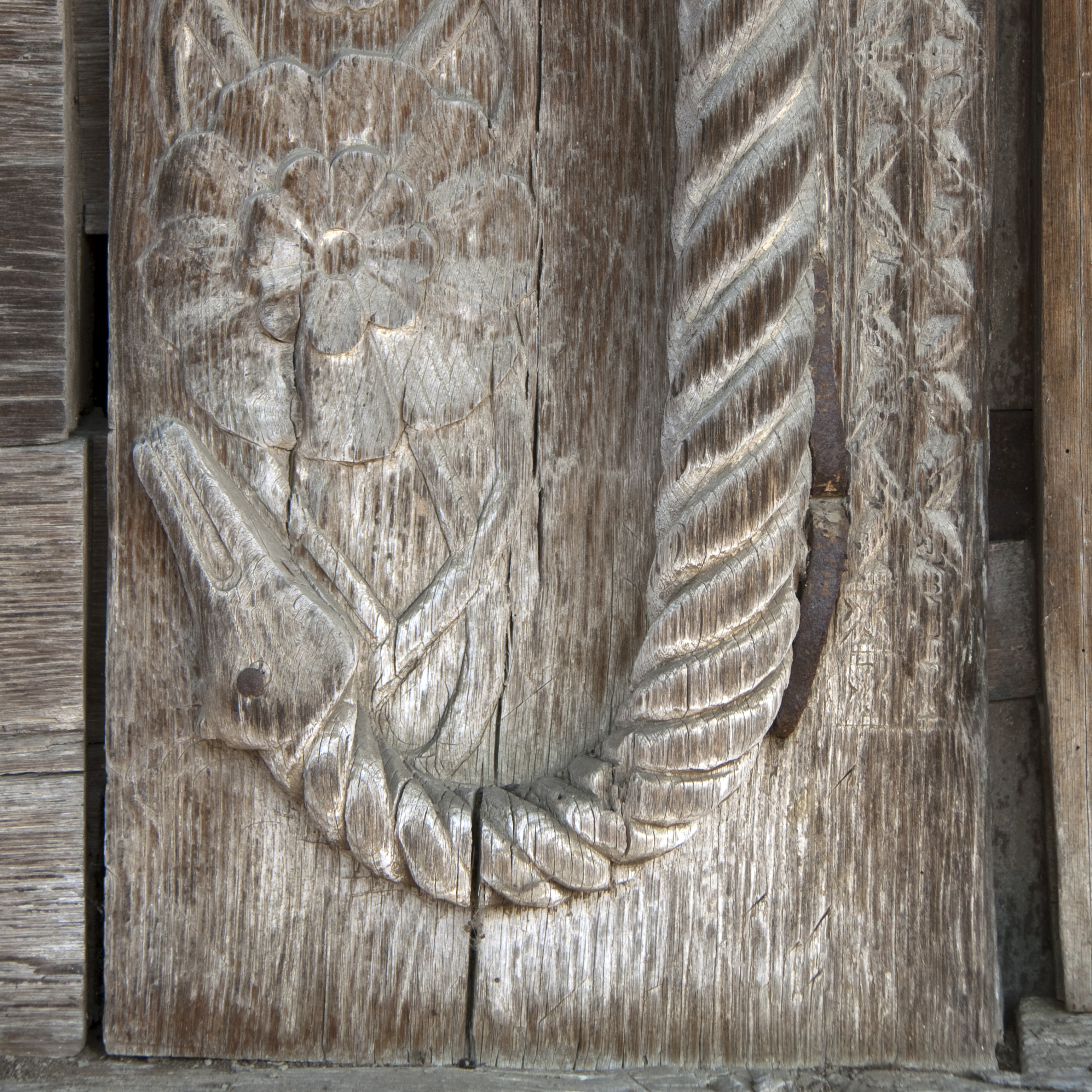
detaliu portal
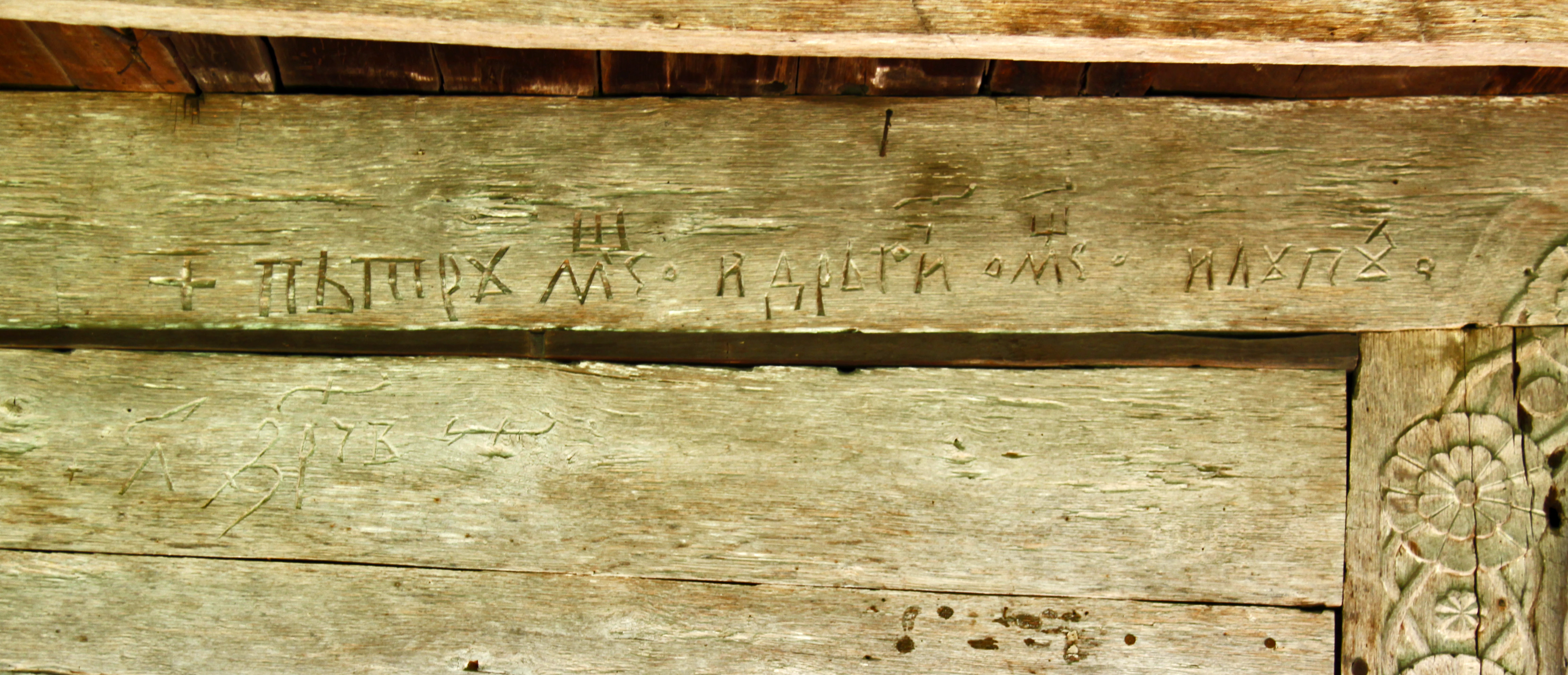
inscripție
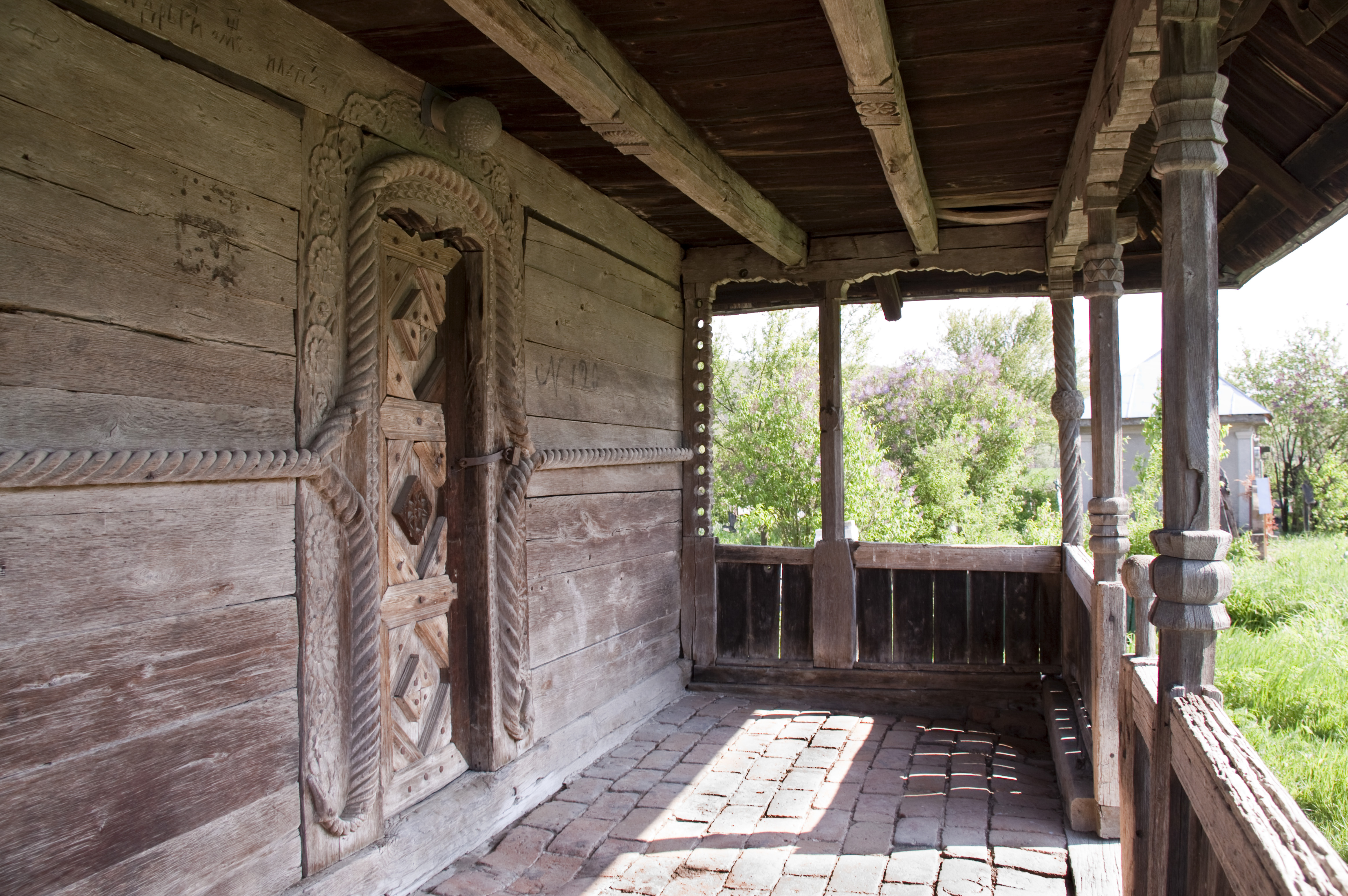
pridvorul
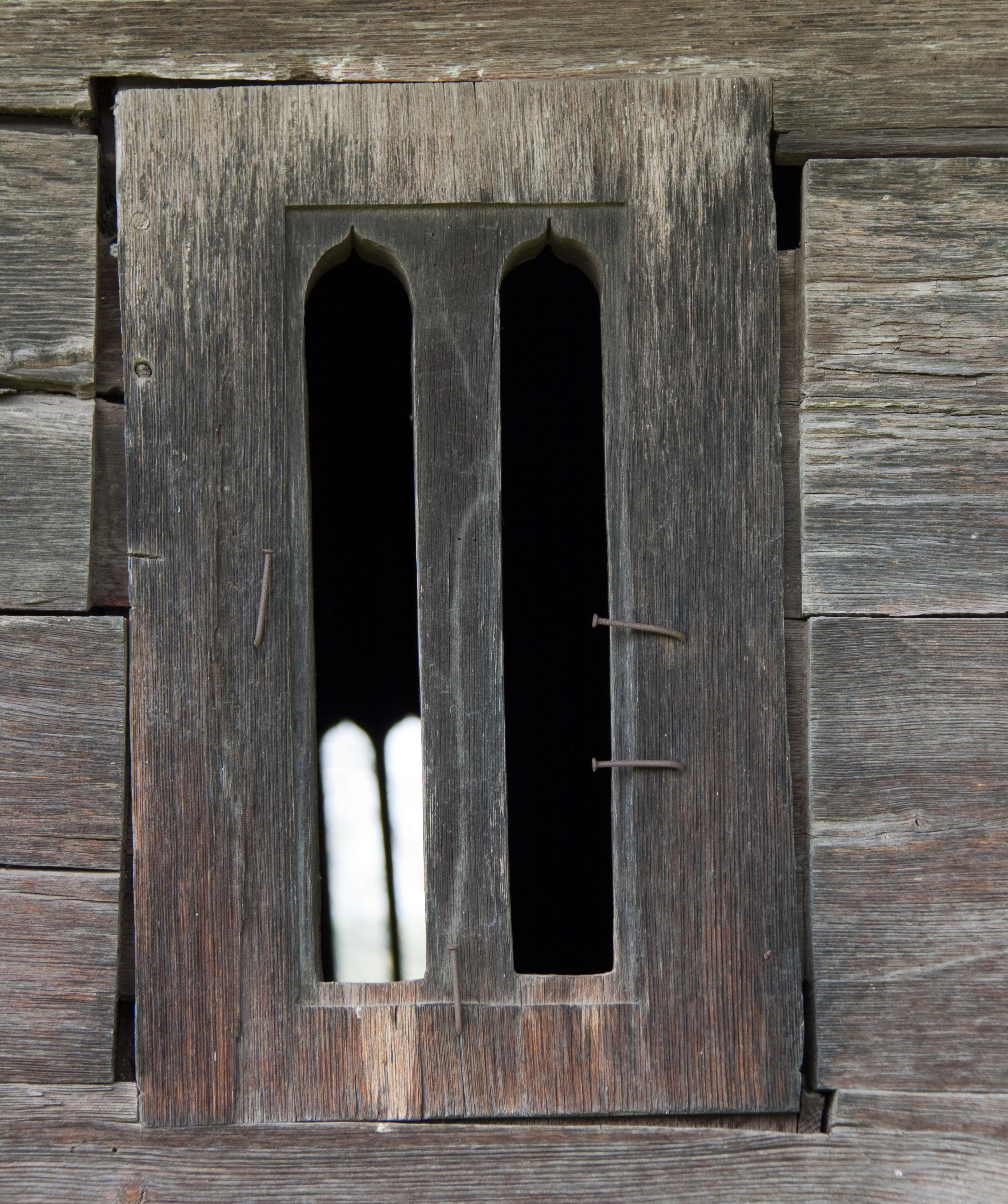
fereastră biforă
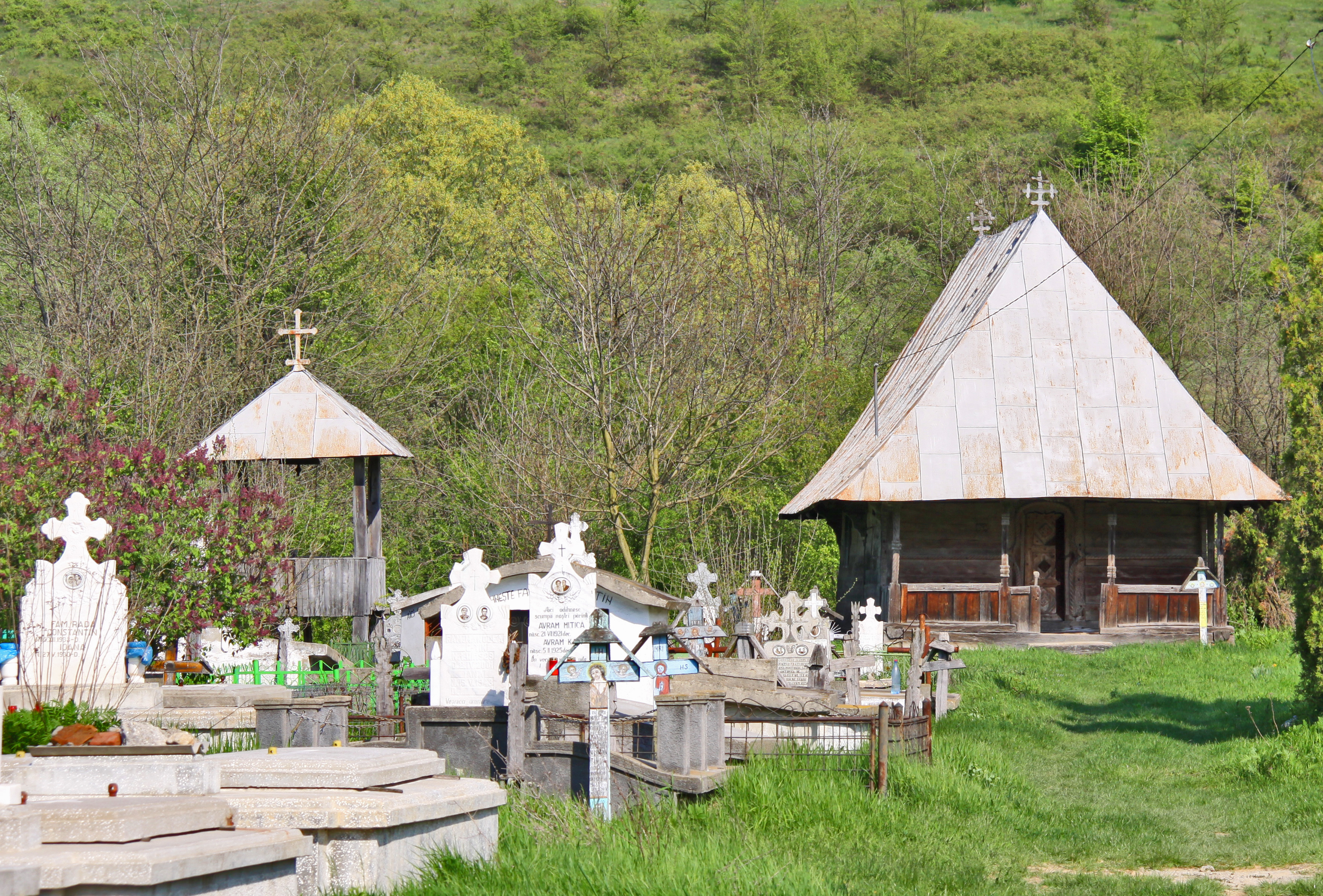
biserica și clopotnița
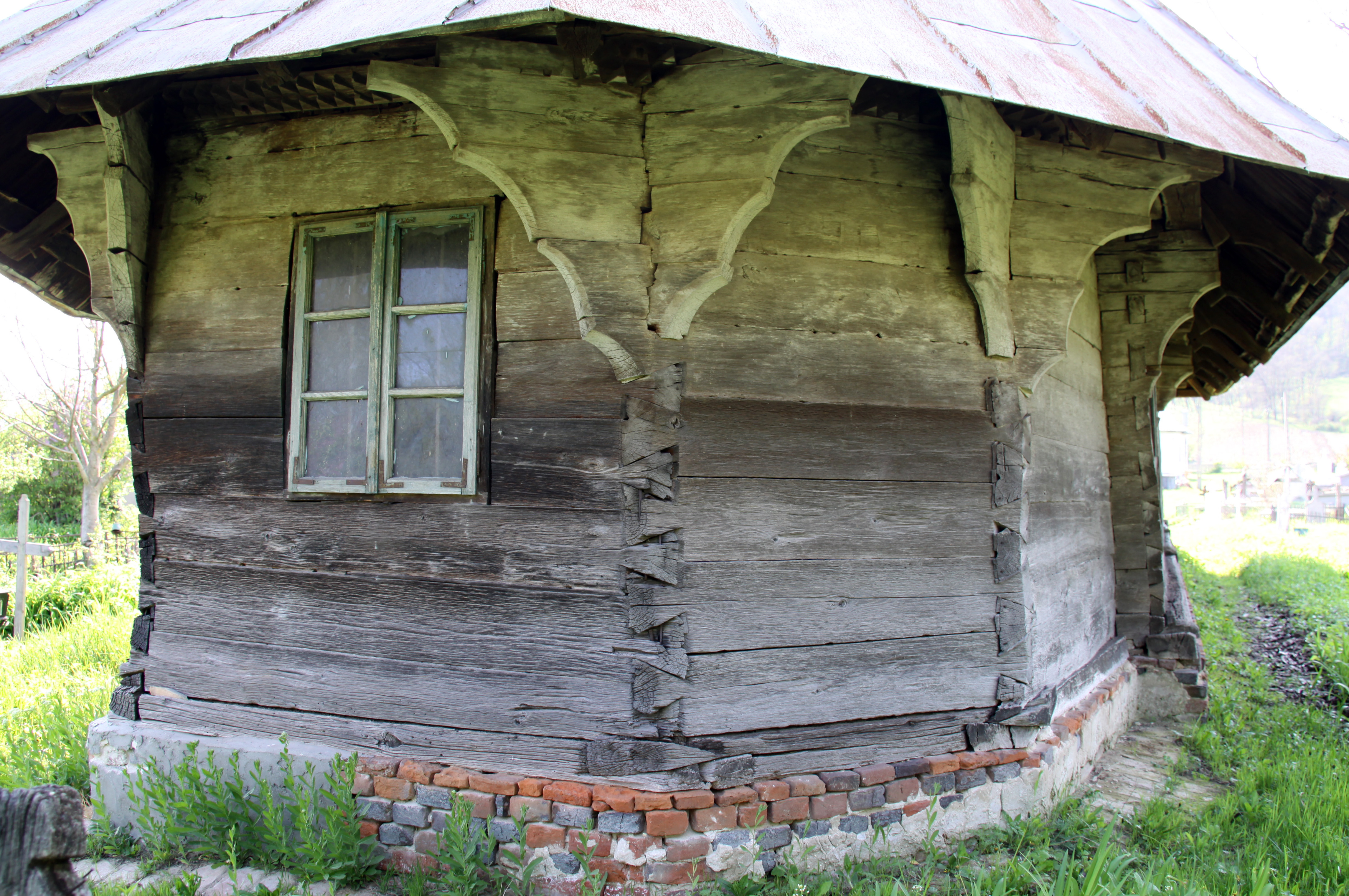
dosul altarului
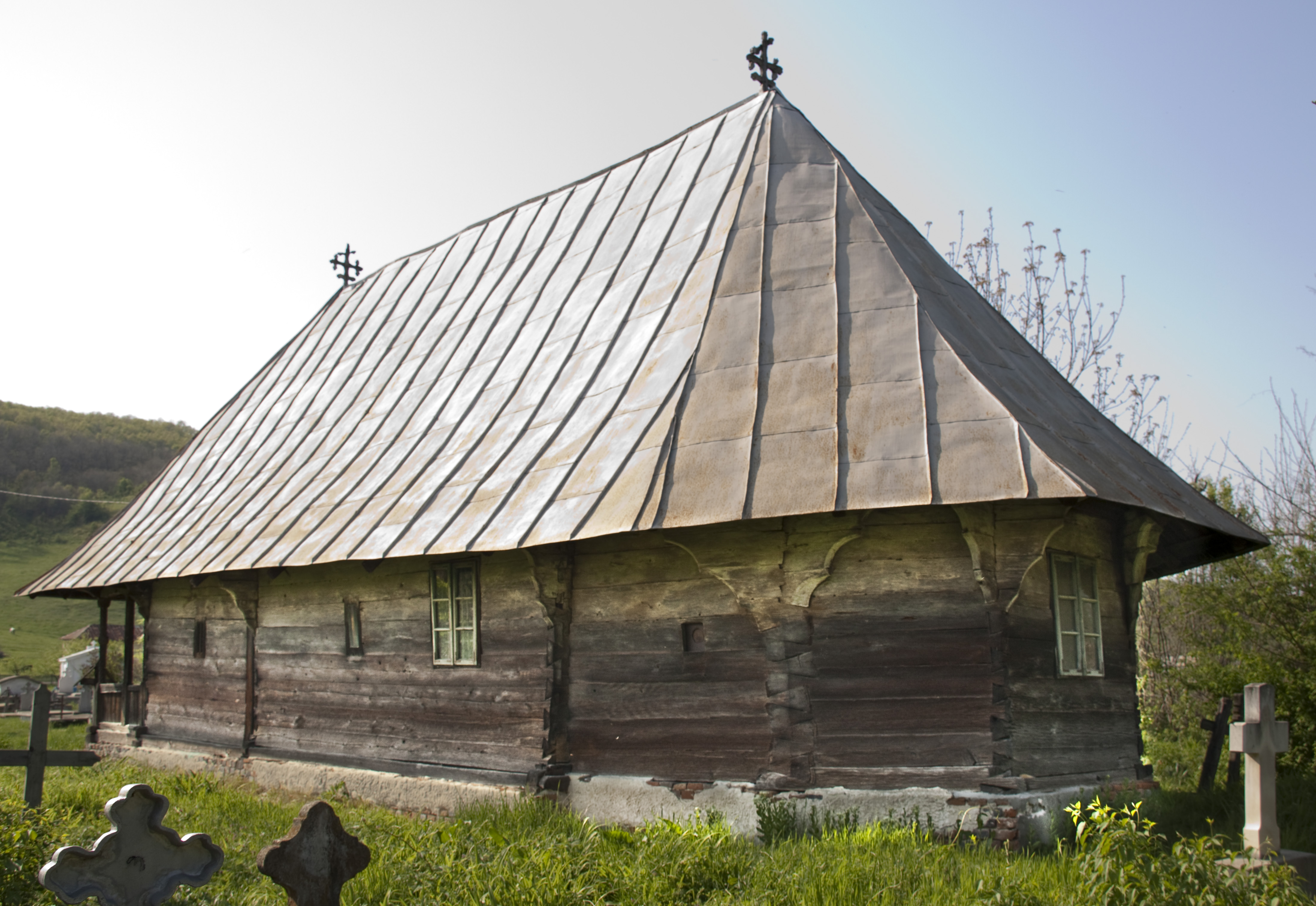
sud-est
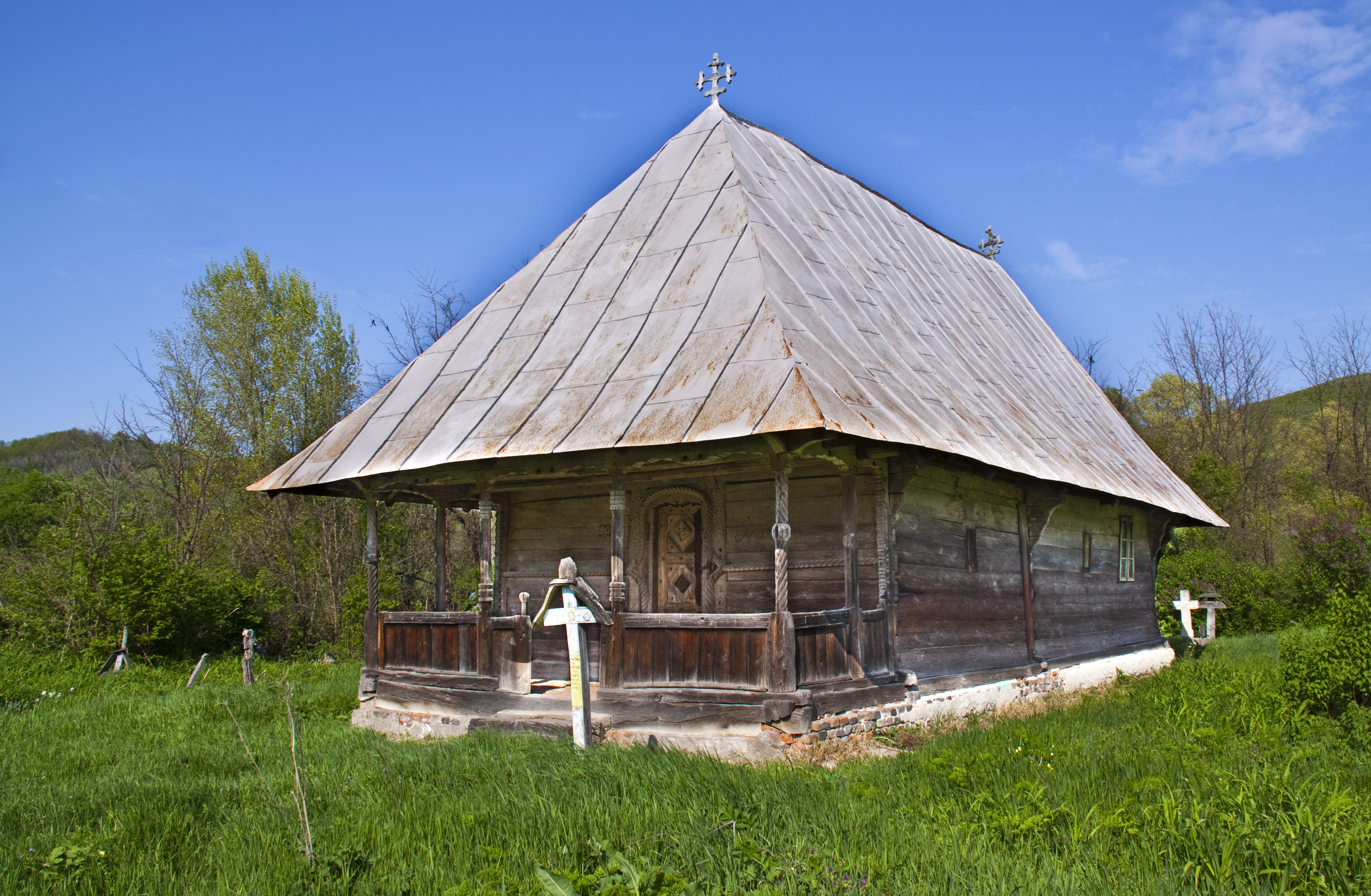
sud-vest